# Anne Vanschothorst
Anne Vanschothorst, eerder ook wel gespeld als Anne van Schothorst (Emmen, 9 juli 1974) is een Nederlandse harpist en componist. Zij werkt samen met dichters, musici en filmmakers.
Vanschothorst componeerde haar eerste muziekstuk, Still Life, toen zij 15 jaar was. Haar werk is te horen geweest bij Radio Monalisa, het NCRV-radioprogramma voor klassieke muziek Amaroso, het NPO Radio 4 programma Passaggio van Lex Bohlmeijer, en de Concertzender.  In de tv-documentaire 'Levende Rivier', een film van Ruben Smit, is de muziek van Vanschothorst frequent te horen.
Vanschothorst produceert in eigen beheer muziek voor Harp and Soul Music te Den Haag, ten behoeve van film, multi-media en kunstprojecten. Ze is werkend lid bij de Haagsche Kunstkring.

## Stijl
De composities hebben verwantschap met minimalistische muziek; duidelijke invloeden van componisten als Erik Satie en Philip Glass zijn in haar werk hoorbaar. De composities van de cd Aarden (2007) hebben een mystieke en meditatieve inslag en worden vergeleken met een mantra. De muziek is akoestisch en instrumentaal.
In haar improvisatiestijl (I Am a Dreamer, 2008) baseert zij zich op jazz, klassieke en Keltische muziek.
Soundscapes en gesproken poëzie maken ook deel uit van haar werkwijze. Zij verwerkt onder andere gedichten van Jan Eijkelboom, Ida Gerhardt, Martinus Nijhoff, Antjie Krog, Anne Vegter, Marion Bloem en Emily Dickinson in haar composities. Ze maakt ook gebruik van film ter aanvulling van haar composities. De artistieke beelden zijn fotografisch gefilmd of nabewerkt met filters. Landschap en architectuur zijn terugkerende thema's.

## Discografie
- Aarden (cd) - Meditatieve muziek voor harp solo (H&S MUSIC 2007)
- I Am a Dreamer (cd) - Improvisaties, harp solo (H&S MUSIC 2008)
- De huizen van Dordrecht (ep) - Harpmuziek en gesproken poëzie; gedichten ingesproken door de dichter Jan Eijkelboom. Opbrengst EP ten behoeve van Stichting Yes I Care. (H&S MUSIC 2008)
- Music for Pink Anacondas (cd) - Improvisatie: 'Passed Tense' harp solo - in opdracht van de Zweedse pianist en componist G. Jonasson, pianist (Studio Salta Vindarnashus 2008)
- 60x60 2006-2007 (cd) - Electronic music, compositie Streetlife is geselecteerd voor internationaal componistenproject geïnitieerd door Robert Voisey (Vox Novus 2008)
- Then It Became Clear (2010)
- Ek Is Eik (2014)
- Beautiful World (2017)
- Klip Lied Snaar (2021)
- That I did always love, an ode to Emily Dickinson, for harp in a soundscape (2023)